# Dachsbach
Dachsbach – gmina targowa w Niemczech, w kraju związkowym Bawaria, w rejencji Środkowa Frankonia, w regionie Westmittelfranken, w powiecie Neustadt an der Aisch-Bad Windsheim, wchodzi w skład wspólnoty administracyjnej Uehlfeld. Leży około 10 km na północny wschód od Neustadt an der Aisch, nad rzeką Aisch, przy drodze B470.

## Dzielnice
W skład gminy wchodzą następujące dzielnice: Arnshöchstädt, Traishöchstädt, Göttelbrunn, Oberhöchstädt, Rauschenberg i Dachsbach.

## Zabytki i atrakcje
- stary i nowy zamek Rauschenberg
- stary zajazd w dzielnicy Oberhöchstädt
- Kościół Mariacki (Marienkirche)
- zamek na wodzie
- Dom Amtshaus